# Аламышев, Аман-Дурды
Аман-Дурды Аламышев (1904, с. Геокча, Асхабадский уезд, Закаспийская область, Туркестанский край, Российская империя — 2 апреля 1943) — туркменский советский поэт, переводчик.

## Биография
Из крестьян. Работал учителем. Участник Великой Отечественной войны.
Дебютировал как поэт в 1925 году. Первым в туркменской литературе стал писать сюжетные произведения из жизни рабочего класса.

## Избранные произведения
Поэмы
- «На Кызыл-Арватском заводе» (1928),
- «Ударница на посту» (1932),
- «На шелкомотальной фабрике» (1932),
- Избранные произведения, Ашхабад, 1962 (на туркменском языке)

Наиболее значительна дветысячивосьмистрочная поэма «Сона» (первый вариант — «Погасла», 1928) из жизни сельской интеллигенции. Позже ведущей темой стала война, подвиг бойцов на фронтах.
Занимался переводами. Перевёл сказку П. П. Ершова «Конёк-Горбунок», поэму М. Ю. Лермонтова «Песня о купце Калашникове», стихи А. С. Пушкина, Т. Г. Шевченко, В. В. Маяковского, А. Навои, Ш. Руставели.
Погиб стрелком-красноармейцем на фронте Великой Отечественной войны.